# Эффективное напряжение

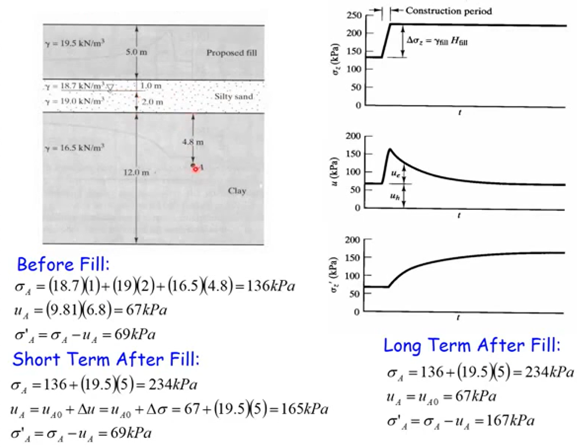
Пример расчета эффективного напряжения. Видим скачок на графике общего напряжения и порового давление после нагрузки. Дополнительное поровое давление может возникнуть в близлежазиъ грунтах при забивке свай также.

Эффективное напряжение (англ. effective stress path ESP) - базовый термин механики грунтов, определяемый как разность приложенного напряжения на грунт {\displaystyle {\boldsymbol {\sigma }}_{ij}} и порового давления {\displaystyle p} или, другими словами, напряжение, прикладываемое к сухому пористому телу (т.е. при {\displaystyle p=0} ). 
В случае гранулометрических грунтов ее можно рассматривать как силу, удерживающую совокупность частиц в жестком состоянии. Обычно это относится к песку или гравию и некоторым другим пористым материалам, таким как металлические порошки, биологические ткани и т. д.  Полезность соответствующей формулы ESP заключается в том, что она позволяет оценить поведение пористого тела при любом значении порового давления на основе экспериментов с сухими образцами (т.е. проведенных при нулевом поровом давлении).
Согласно зависимости {\displaystyle \sigma ^{'}=\sigma -u} полное напряжение {\displaystyle \sigma } в каждой точке константа, в случае если эффективное напряжение {\displaystyle \sigma ^{'}} растёт-поровое напряжение {\displaystyle u} падает.

## История

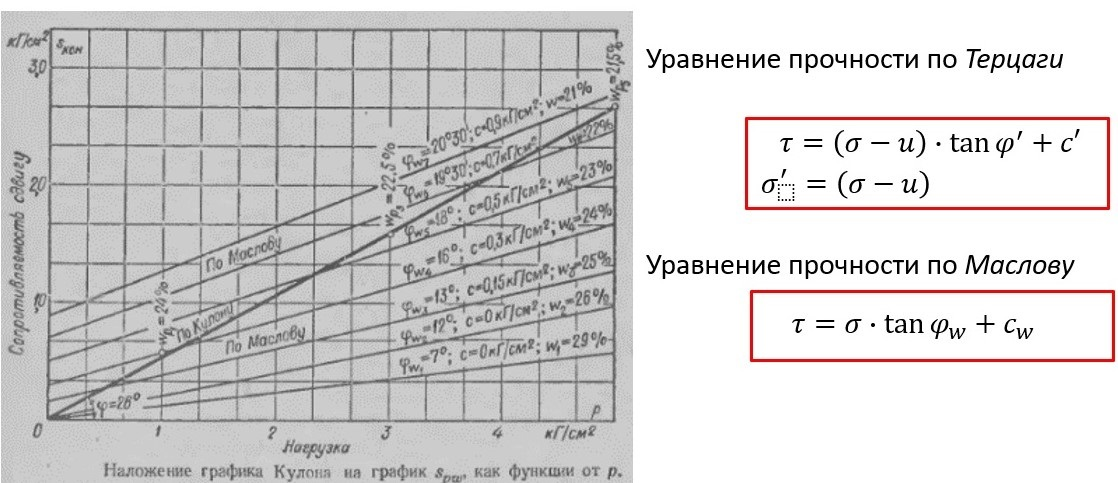
Условие прочности по Терцаги в эффективных напряжениях и поровом давлении и по Маслову в полных напряжениях и влажности.

Карл фон Терцаги впервые предложил термин эффективное напряжение в 1925 году в настоящем понимании.    До этого термин «эффективный» означал расчетное напряжение, которое было эффективным при перемещении грунта или вызывало смещения. Его часто интерпретируют как среднее напряжение, воспринимаемое скелетом почвы. 
Морис Био разработал трехмерную теорию консолидации грунта, расширив одномерную модель, ранее разработанную Терцаги, до более общих гипотез и введя набор основных уравнений пороупругости . 
Алекс Скемптон в своей работе 1960 года провел обширный обзор имеющихся в литературе формулировок и экспериментальных данных об эффективных напряжениях, для того, чтобы уточнить такие гипотезы, как напряженно-деформированное или прочностное поведение грунта, насыщенная или ненасыщенная среда, поведение грунта и т. д.

## Описание
Эффективное напряжение (σ'), действующее на грунт, рассчитывается по двум параметрам: общему напряжению (σ) и поровому давлению воды (u) в соответствии с:
{\displaystyle \sigma '=\sigma -u\,}
Как правило, для простых случаев
{\displaystyle {\begin{aligned}\sigma &=H_{\mathrm {soil} }\,\gamma _{\mathrm {soil} }\\u&=H_{\mathrm {w} }\,\gamma _{\mathrm {w} }\end{aligned}}}
Подобно самой концепции напряжения, формула представляет собой конструкцию для упрощения визуализации сил, действующих на массив грунта, особенно в простых моделях анализа устойчивости откосов, включающих плоскость скольжения.  В этих моделях важно знать общий вес грунта выше (включая воду) и поровое давление воды в плоскости скольжения, предполагая, что она действует как замкнутый слой. 
Однако формула становится запутанной при рассмотрении истинного поведения частиц почвы в различных измеряемых условиях, поскольку ни один из параметров не является на самом деле независимым действием на частицы. 

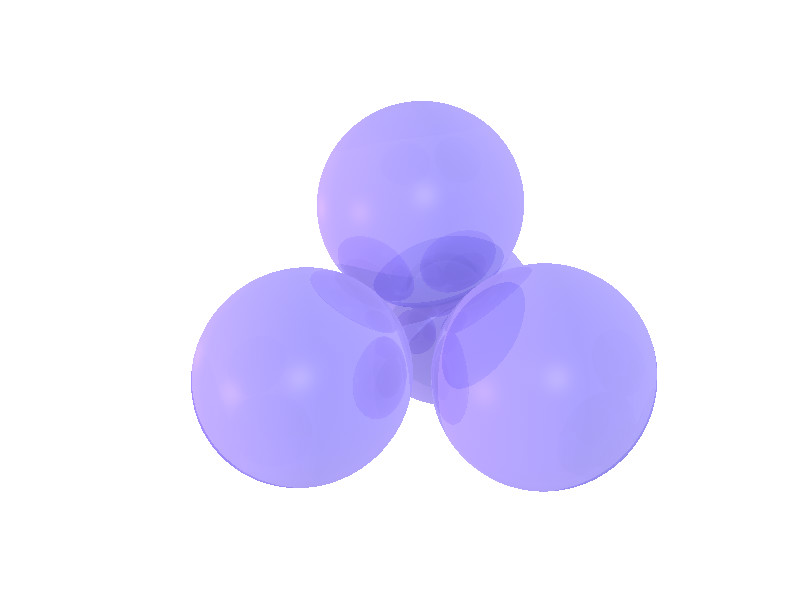
Расположение сфер с указанием контактов

Рассмотрим группу круглых зерен кварцевого песка, сложенных свободно в классическом порядке «пушечное ядро». Как видно, существует контактное напряжение там, где сферы действительно соприкасаются. Добавляйте больше сфер, и контактные напряжения увеличиваются до такой степени, что вызывают фрикционную нестабильность (динамическое трение) и, возможно, отказ. Независимым параметром, влияющим на контакты (как нормальные, так и поперечные), является сила сфер сверху. Это можно рассчитать, используя общую среднюю плотность сфер и высоту сфер над ними. 

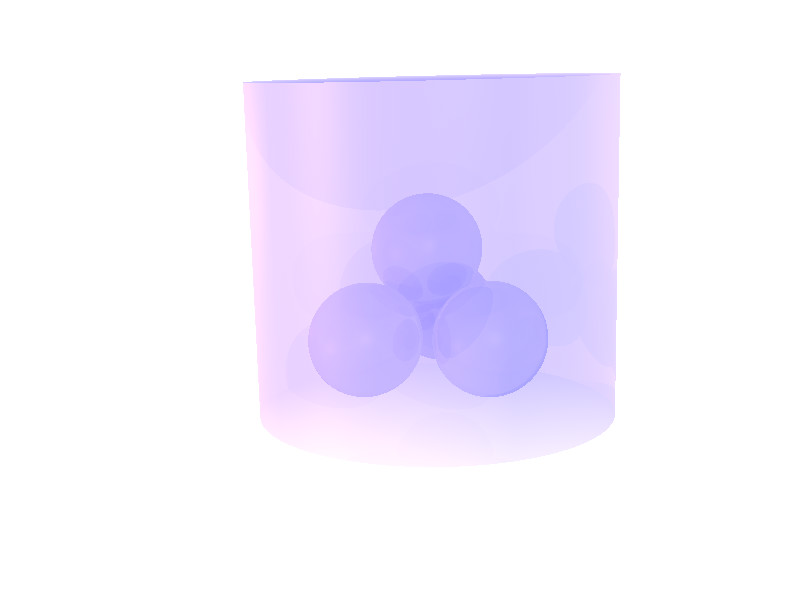
Сферы, погруженные в воду, снижают эффективное напряжение

Если затем мы поместим эти сферы в стакан и добавим немного воды, они начнут немного плавать в зависимости от их плотности ( плавучести ). С природными грунтами эффект может быть значительным, что может подтвердить любой, кто поднимал большой камень из озера. Контактное напряжение на сферах уменьшается по мере погружения краев сфер, но ничего не меняется, если добавить больше воды впоследствии. Хотя давление воды между сферами (поровое давление воды) увеличивается, эффективное напряжение остается прежним, потому что понятие «общее напряжение» включает вес всей воды выше. Здесь уравнение может стать запутанным, и эффективное напряжение может быть рассчитано с использованием плавучей плотности сфер (почвы) и высоты почвы над ними. 

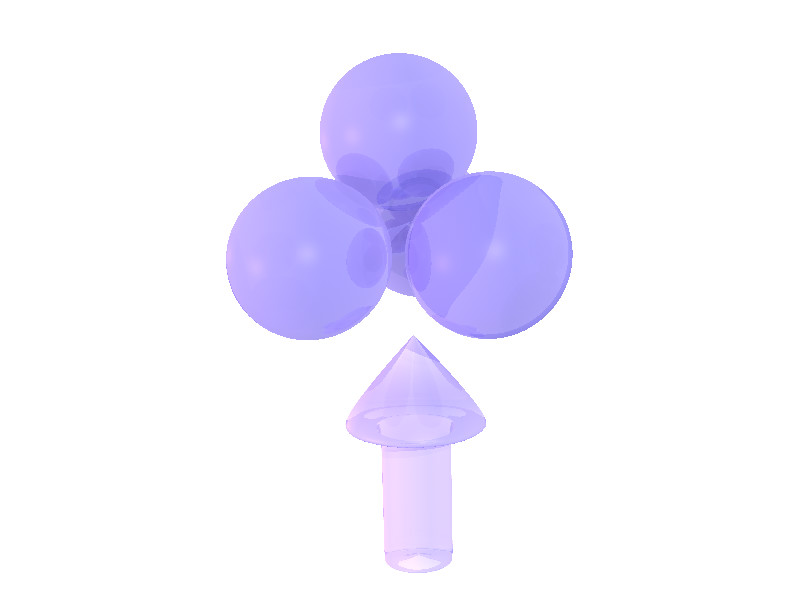
Сферы наполняются водой, что снижает эффективную нагрузку

Концепция эффективного напряжения становится действительно интересной, когда речь идет о негидростатическом поровом давлении воды. В условиях градиента порового давления грунтовые воды текут, согласно уравнению проницаемости ( закону Дарси ). Используя наши сферы в качестве модели, нагнетаем (или забираем) воду между сферами. При нагнетании воды сила просачивания разделяет сферы и снижает эффективное напряжение. Таким образом, грунтовая масса становится более слабой. При заборе воды сферы сжимаются, и эффективное напряжение увеличивается. 
Двумя крайностями этого эффекта являются зыбучие пески, где градиент грунтовых вод и сила просачивания действуют против силы тяжести ; и «эффект замка из песка» , когда дренаж воды и капиллярное действие укрепляют песок. Кроме того, эффективное напряжение играет важную роль в устойчивости откосов и других инженерно -геологических проблемах и проблемах инженерной геологии, таких как оседание, связанное с грунтовыми водами .